# Pontella patagoniensis
Pontella patagoniensis is een eenoogkreeftjessoort uit de familie van de Pontellidae. De wetenschappelijke naam van de soort is voor het eerst geldig gepubliceerd in 1853 door Lubbock.